# M'samen
Un m'samen, de vegades transcrit msemen (àrab magrebí: المْسمْن, al-msamn), és un pa molt prim i tou, com una truita dolça o una crep, que està doblegada diverses vegades sobre ella mateixa. És un pa pla tradicional originari del Magrib, que es troba habitualment a Algèria, el Marroc i Tunísia. Se sol servir amb mel o una tassa de te o cafè aromàtic de menta del matí. El m'samen també es pot farcir amb carn (khlea) o ceba i tomàquet. Generalment, és rectangular. Es pot servir calent o fred. N'hi ha de dolços, farcits amb mel o melmelada de taronja, per exemple, i també de salats, que poden estar farcits de sofregit o d'una mena de samfaina. Els dolços es poden menjar per esmorzar, per berenar o entre àpats. Els salats es mengen, de vegades, a peu dret, com si fossin un entrepà o una coca. Al Marroc són molt típics durant el ramadà.

## Recepta
La recepta utilitza farina, sèmola de blat dur, llevat sec, mantega fosa, sal, sucre i una mica d'aigua. Aquests es barregen bé junts en una barreja de massa llisa. La massa es talla en diverses boles, que després s'enrotllen sobre una superfície untada amb oli i es dobleguen en pancakes quadrats. L'objectiu és estendre la massa al quadrat o cercle més prim possible i després doblegar els costats en un quadrat, creant les capes de massa distintives. Un cop plegat el m'samen, s'estén un altre que s'utilitza per embolicar un m'samen plegat previ per crear unes 8 capes internes de massa. La clau és que, mentre es plega, s'ha d'espolsar sèmola a les capes per evitar que les capes s'enganxin del tot i perquè la calor separi les capes quan es cuina a la planxa.